# Fimbristylis henryi
Fimbristylis henryi är en halvgräsart som beskrevs av Charles Baron Clarke. Fimbristylis henryi ingår i släktet Fimbristylis och familjen halvgräs. Inga underarter finns listade i Catalogue of Life.